# Ermita de San Gregorio (Sonseca)
La Ermita de San Gregorio Nacianceno es una ermita ubicada en la localidad de Sonseca, en la provincia de Toledo, Castilla-La Mancha, España. Fue construida en el siglo XVI y consagrada el 21 de marzo de 1575 bajo la advocación de San Gregorio Nacianceno. De estilo renacentista tardío, está levantada en sillarejo y ladrillo enfoscado y permanece en uso, albergando cada año la tradicional romería del segundo fin de semana de mayo.  

## Historia
La ermita de San Gregorio Nacianceno se encuentra en el prado homónimo, a aproximadamente 2 km del centro de Sonseca. Su construcción fue impulsada por la comunidad en 1575, en un contexto de frecuentes plagas de langosta que afectaban las cosechas de cereales. La devoción a San Gregorio Nacianceno, considerado protector contra tales calamidades, llevó a la edificación de este pequeño templo de planta cuadrada, con paredes de sillarejo y ladrillo enfoscado.
El 21 de marzo de 1575, la ermita fue inaugurada y bendecida por un obispo, con la presencia de autoridades locales y vecinos de Sonseca y Toledo. El altar, elevado sobre tres escalones, alberga una hornacina que protege la imagen del santo en su juventud, adquirida en 1940. A la izquierda del altar, una puerta comunica con la sacristía, construida en 1829, y otras dependencias del edificio.
A lo largo de los siglos, la ermita ha sido objeto de diversas reformas y restauraciones. En 2001, se llevó a cabo una reforma general que incluyó la construcción de un nuevo portal a tres aguas sobre columnas graníticas, sustituyendo al anterior de teja alicantina de 1972. El tejado a cuatro aguas y el campanario en la parte frontal derecha del edificio, que soporta una campana instalada en 1953, completan su estructura actual.

## Arquitectura
La ermita se construyó siguiendo una planta cuadrada, una disposición sencilla y frecuente en el ámbito rural castellano. Esta tipología es debida tanto las limitaciones materiales como el carácter funcional del edificio.
Los muros están levantados en mampostería de piedra caliza combinada con ladrillo. El uso de mampostería garantiza robustez y aislamiento, mientras que el ladrillo se reserva para verdugadas horizontales y refuerzos en esquinas y vanos.
El tejado es a cuatro aguas, cubierto con teja cerámica curva. En la fachada principal, un pórtico con columnas de granito protege la entrada. Esta estructura fue incorporada durante una restauración realizada en el año 2001, en sustitución de un antiguo alero de teja alicantina.
En el ángulo derecho de la fachada se eleva un pequeño campanario, donde se aloja una campana fundida en el año 1953.
El interior del templo es austero. El altar mayor se sitúa en el testero este, elevado sobre tres escalones, y contiene una hornacina con la imagen titular del santo, adquirida en 1940.
A la izquierda del altar, una puerta da acceso a la sacristía, construida en 1829. Esta dependencia incluye otras estancias auxiliares utilizadas para el almacenamiento de objetos litúrgicos y labores preparatorias del culto.
El edificio ha sido objeto de varias intervenciones, siendo especialmente relevante la llevada a cabo en 2001. En esta se restauraron tanto la techumbre como las fachadas, y se mejoraron los accesos.

## Romería
Cada segundo domingo de mayo, Sonseca se vuelca en la celebración de la romería en honor a San Gregorio Nacianceno. Organizada por la Cofradía de San Gregorio y el Ayuntamiento, esta festividad reúne a vecinos y visitantes en torno a la ermita para disfrutar de una jornada que mezcla tradición, devoción y convivencia.  
La jornada arranca con el pregón y las vísperas, mientras el prado junto a la ermita se llena de ambiente. Poco después, la tradicional limonada popular da paso al popular concurso de migas, uno de los momentos más esperados del día. La imagen del santo es sacada en procesión por los alrededores, acompañada por la música festiva de la Charanga Sonsecana, y tras el recorrido se celebra la Santa Misa en el interior de la ermita.
Por la tarde, el prado se convierte en un auténtico punto de encuentro. Se organizan actividades como concursos de ajedrez, partidas de cuatro en raya, tiro de cuerda y juegos infantiles. En la carpa municipal, la música continúa con la participación de DJs.